# Остров Эпиорниса
«Остров Эпиорниса» (англ. Æpyornis Island) — рассказ Герберта Уэллса, впервые опубликованный в 1894 году в Pall Mall Gazette и в еженедельном дайджесте этой газеты Pall Mall Budget и включённый позднее в состав сборника рассказов Уэллса The Stolen Bacillus and Other Incidents.

## Сюжет
Повествование начинается от лица рассказчика, который случайно встречает в неуказанном месте бывшего охотника за орхидеями и во время общения с ним понимает, что слышал о нём ранее, о том как охотник за редкими орхидеями попал на необитаемый остров рядом с Мадагаскаром, и просит его рассказать эту историю.
Бутчер, так звали охотника, рассказывает, что кроме редких видов орхидей он искал в болотах останки и яйца вымершего эпиорниса, нелетающей птицы, достигавшей до 3-5 метров в высоту. Из-за инцидента с попутчиками, произошедшего по его вине, он оказывается один на необитаемом острове с найденным ранее яйцом, из которого вылупляется эпиорнис, на тот момент уже несколько столетий считавшийся полностью вымершей птицей.
Бутчер начинает жить на необитаемом острове вместе с подрастающим эпиорнисом, но впоследствии из-за агрессивного поведения эпиорниса ему приходится убить его. Кости, проданные Бутчером, впоследствии определяются как новый вид эпиорнисов.

## Переводы на русский язык
На русском языке рассказ впервые опубликован в анонимном переводе в № 7 петербургского журнала «Вестник иностранной литературы» за 1899 год. Кроме этого анонимного перевода в настоящее время известно ещё как минимум пять переводов рассказа на русский язык:
- О. Цельхерт (Остров Эпиорниса)
- В. Тан (Остров Эпиорниса)
- В. Дилевская (Остров Эпиорнис)
- Н. Надеждина (Остров Эпиорниса)
- Н. Морозова, К. Волков (Остров Эпиорниса)